# Rose Rogombé
Rose Francine Rogombé, née le 20 septembre 1942 à Lambaréné et morte le 10 avril 2015 à Villejuif, est une juriste et femme d'État gabonaise, membre du Parti démocratique gabonais. Elle était présidente du Sénat entre 2009 et 2015 et, à ce titre, a exercé les fonctions de présidente de la République par intérim de juin à octobre 2009 à la suite du décès d'Omar Bongo Ondimba.

## Biographie

### Formation et début de carrière
D'ethnie galoas, Rose Francine Rogombé est née à Lambaréné en Afrique-Équatoriale française en 1942. Après ses études à la faculté de droit de Nancy, elle devient magistrate au Gabon. Elle entre au gouvernement en tant que secrétaire d’État à la Promotion de la Femme. Elle quitte la politique durant la transition vers le multipartisme au début des années 1990 et se consacre au droit. Elle devient vice-présidente de la cour criminelle spéciale. En 2007, elle reçoit un diplôme en théologie. Elle est mariée et mère d’une famille nombreuse.

### Élections locales de 2008 et élections parlementaires de 2009
Elle est conseillère municipale à partir d'avril 2008 et sénatrice du 1er arrondissement de Lambaréné, chef-lieu du Moyen-Ogooué le 1er janvier 2009. Elle est élue présidente du Sénat le 16 février suivant, 90 des 99 sénateurs votants lui apportant leur soutien.
Rose Francine Rogombé, surnommée la « Dame de fer », est relativement inconnue quand le président Omar Bongo la choisit pour devenir présidente du Sénat. Elle est cependant familière du processus politique, étant proche de Bongo et amie de la famille de Georges Rawiri, homme politique et président du Sénat de 1997 à 2006.

### Présidence de la République par interim
En tant que présidente du Sénat, Rose Francine Rogombé est constitutionnellement la successeur intérimaire du président de la République, en cas de vacance, dans l'attente des élections présidentielles pour lesquelles elle ne peut pas faire acte de candidature. Ainsi, à la suite de la mort du président Omar Bongo le 8 juin 2009, la Cour constitutionnelle désigne Rogombé présidente par intérim, sans que celle-ci ait le droit de dissoudre l'Assemblée nationale ou d'organiser un référendum. Une élection présidentielle doit être organisée dans un délai de 30 à 45 jours selon la Constitution gabonaise, bien qu'il soit possible que le délai soit dépassé à cause de la nécessité de mettre à jour les listes électorales.
Rogombé prête serment le 10 juin 2009, en présence des membres de la Cour constitutionnelle, du gouvernement, du Sénat, de l'Assemblée nationale et de diplomates étrangers. Après une minute de silence en mémoire de Bongo, elle jure « de consacrer toutes [s]es forces au bien du peuple gabonais, en vue d'assurer son bien-être et de le préserver de tout dommage, de respecter et de défendre la Constitution et l'État de droit, de remplir consciencieusement les devoirs de ma charge et d'être juste envers tous ».
Léonard Andjembé, premier vice-président du Sénat, assure l'intérim de Rogombé à la tête de la Chambre haute.
À la suite de l'élection présidentielle du 30 août 2009, le candidat du Parti démocratique gabonais, Ali Bongo est proclamé vainqueur. Il prête serment le 16 octobre suivant et Rogombé reprend son poste au Sénat le 20 octobre. Elle déclare que le Sénat est prêt à travailler avec Bongo afin de poursuivre les réformes prévues.
Elle est la mère de Madeleine Berre, ministre depuis 2015, passée par les cabinets Pwc et Deloitte, avant de devenir la présidente de la Confédération patronale gabonaise.

### Mort
En 2015, elle est candidate au renouvellement de son mandat à la tête du Sénat, mais n'obtient pas le soutien de son parti. Elle se retire de la vie politique et meurt le 10 avril à Villejuif,.

## Publications
- « L'expropriation pour cause d'utilité publique au Gabon », in Revue juridique et politique Indépendance et coopération, no 4, octobre-décembre 1970

## Décoration
- 2010 : Commandeur de la Légion d'honneur (France)